# Institut cubain de radio et télévision
L'Institut cubain de radio et télévision, (en espagnol : Instituto Cubano de Radio y Televisión, ICRT) est la société publique de radio et de télévision de Cuba. L'ICRT a été créé en 1961.
Cette société de télévision est membre de l'Organisation des Télécommunications Ibéro-Américaines (OTI).